# Kate Winslet
Kate Elizabeth Winslet (IPA: [ˌkeɪt əˈlɪzəbəθ ˈwɪnzlət]; Reading, 5 ottobre 1975) è un'attrice, doppiatrice e cantante britannica.
Ottenne la sua prima candidatura all'Oscar a vent'anni, per la sua interpretazione in Ragione e sentimento (1995); nel 1997 raggiunse l'apice della popolarità grazie al ruolo di protagonista nel colossal Titanic (1997), che all'epoca divenne il film di maggior successo commerciale di tutti i tempi. Le sue successive interpretazioni nei film Iris (2001), Se mi lasci ti cancello (2004), Neverland (2004), Little Children (2006), Revolutionary Road (2008), Carnage (2011), La ruota delle meraviglie - Wonder Wheel (2017), Ammonite (2021) e Lee (2023), nelle serie televisive Mildred Pierce (2011), Omicidio a Easttown (2021) e The Regime - Il palazzo del potere (2024), hanno incontrato il favore della critica.
Ha ricevuto sette candidature agli Oscar, aggiudicandosi il riconoscimento come migliore attrice per il suo ruolo in The Reader (2008); nell'arco della sua carriera le sono stati inoltre attribuiti cinque Golden Globe, cinque Premi BAFTA, quattro Screen Actors Guild Awards, due Critics Choice Awards e un Premio César. Avendo vinto anche un Grammy Award (nella categoria «miglior album parlato per bambini») e due Premi Emmy, Kate Winslet è annoverata fra i pochi artisti che hanno conseguito almeno tre dei quattro maggiori riconoscimenti statunitensi nell'ambito dello spettacolo; nel 2012 l'attrice è stata insignita dell'onorificenza di Commendatore dell'Ordine dell'Impero Britannico.

## Biografia

### Le origini e gli inizi
Nasce il 5 ottobre 1975 a Reading, nel Berkshire, seconda di quattro figli. Il padre e la madre sono attori teatrali e le trasmettono la passione per la recitazione. Fin da adolescente prende parte a piccole compagnie teatrali e recita in alcune serie TV, oltre a lavorare part time per un negozio di generi alimentari. È proprio mentre sta lavorando in negozio che riceve la telefonata del suo agente che le comunica di essere stata scelta per il suo primo ruolo cinematografico.

### Dal 1994 al 1999
All'età di 18 anni viene scelta da Peter Jackson tra 175 attrici per il ruolo da protagonista nel film Creature del cielo. Nel 1995 Ang Lee la sceglie per il ruolo di Marianne Dashwood nel film Ragione e sentimento, trasposizione cinematografica dell'omonimo romanzo di Jane Austen, in cui recita con Emma Thompson, Alan Rickman e Hugh Grant. Per questo ruolo, a 20 anni, riceve la sua prima candidatura agli Oscar come Migliore attrice non protagonista.
Nel 1996 recita in Jude, diretta da Michael Winterbottom, trasposizione cinematografica di Jude l'Oscuro, romanzo di Thomas Hardy. Kenneth Branagh le offre la parte di Ofelia nel film Hamlet, trasposizione per il grande schermo della tragedia shakespeariana. Nel 1997 viene scelta per la parte della protagonista femminile, l'aristocratica Rose DeWitt Bukater nel film Titanic, di James Cameron, in cui recita per la prima volta al fianco di quello che diventerà un suo storico amico, Leonardo DiCaprio (che impersona il protagonista maschile, lo squattrinato pittore Jack Dawson); per tale ruolo, che la porta a doversi tingere i capelli di rosso, riceve la sua seconda candidatura agli Oscar, come Migliore attrice. Nei giorni di uscita del film, l'attore britannico Stephen Tredre, suo ex compagno, muore di cancro.
A seguito del successo clamoroso e repentino che la investe dopo Titanic, decide di rifiutare ruoli in film di alto budget e grandi produzioni quali Anna and the King e Shakespeare in Love, e accetta invece un ruolo in un film indipendente, Ideus Kinky - Un treno per Marrakech, tratto dal semi-autobiografico racconto di Esther Freud e diretto da Gillies MacKinnon. Nel 1999 recita in Holy Smoke - Fuoco sacro, diretto da Jane Campion, a fianco di Harvey Keitel e Pam Grier e in Quills – La penna dello scandalo, diretto da Philip Kaufman, accanto a Geoffrey Rush, Michael Caine e Joaquin Phoenix.

### Dal 2000 al 2006

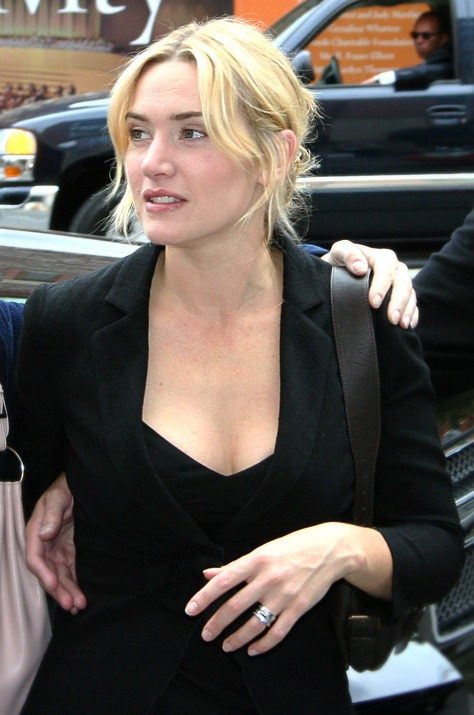
Kate Winslet al Toronto International Film Festival 2006

Nell'estate del 2000 presta la voce a una serie di audio-libri di fiabe per bambini, tra i quali Listen to the Storyteller, per il quale vince un Grammy. Mentre è al sesto mese di gravidanza, inizia le riprese di Enigma, tratto dall'omonimo best seller di Robert Harris, diretto da Michael Apted. Nel marzo del 2001 accetta il ruolo della giovane Iris Murdoch in Iris - Un amore vero, diretto dal regista teatrale Richard Eyre, biografia della filosofa contemporanea inglese malata di Alzheimer, ricevendo la terza candidatura agli Oscar, come Migliore Attrice non protagonista.
Presta la sua voce per il film di animazione Christmas Carol – The Movie, e ne incide la colonna sonora. Successivamente recita in The Life of David Gale, del regista Alan Parker, accanto a Kevin Spacey e Laura Linney. Nel gennaio del 2003 è in Se mi lasci ti cancello, scritto da Charlie Kaufman e diretto da Michael Gondry, a fianco di Jim Carrey e ottiene la sua quarta candidatura agli Oscar, nella categoria Migliore attrice protagonista.
Nel 2004 è nel cast di Neverland - Un sogno per la vita, diretto da Marc Forster e basato sul romanzo The Man Who Was Peter Pan, al fianco di Johnny Depp: è Sylvia, la madre dei quattro bambini che ispirarono lo scrittore James Matthew Barrie per Peter Pan. L'anno seguente prende parte a Romance & Cigarettes, un musical scritto e diretto da John Turturro, con James Gandolfini e Susan Sarandon.
Nel 2006 compare in quattro film: il remake di Tutti gli uomini del re, insieme a Sean Penn, Anthony Hopkins, James Gandolfini e Jude Law; Little Children, che le porta la quinta candidatura all'Oscar nella categoria Migliore attrice protagonista; il film d'animazione Giù per il tubo, in cui è presente come doppiatrice prestando la voce alla topolina Rita, e la commedia romantica L'amore non va in vacanza, a fianco di Cameron Diaz, Jude Law e Jack Black. Quest'ultimo film, nonostante le critiche non entusiastiche, ottiene una buona accoglienza da parte del pubblico e si rivela un successo commerciale arrivando ad incassare oltre 200 milioni di dollari.

### Dal 2007 al 2012

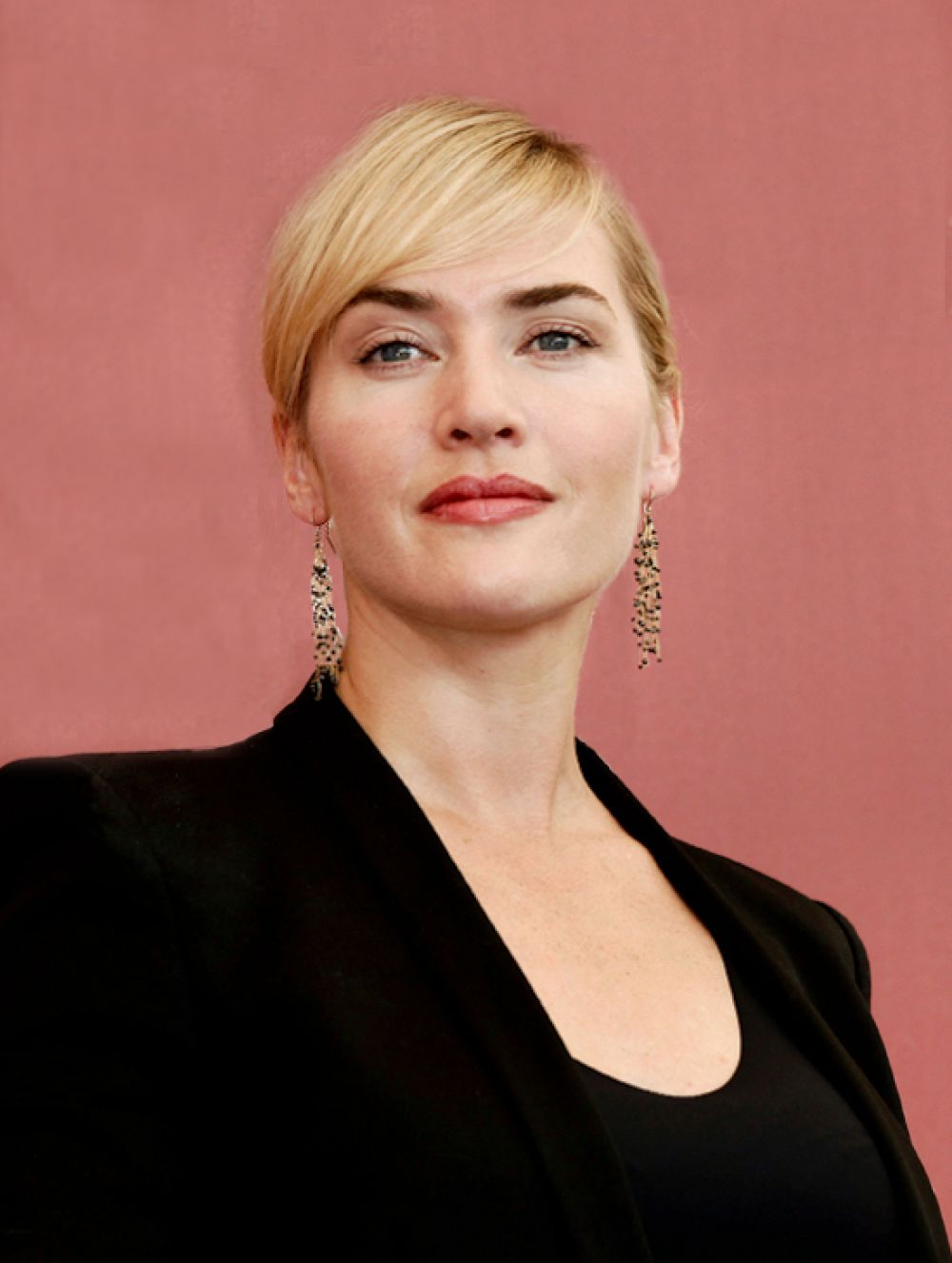
Kate Winslet alla 68ª Mostra internazionale d'arte cinematografica di Venezia (2011)

Nell'estate del 2007, dopo un anno di pausa, torna sul set nel film Revolutionary Road con Leonardo DiCaprio, per cui vince il Golden Globe e viene nominata ai Premi BAFTA e allo SAG Award. Nel 2008 è protagonista di The Reader di Stephen Daldry con Ralph Fiennes, sostituendo l'attrice Nicole Kidman, che rinuncia al film a causa della gravidanza. Grazie a questo ruolo vince l'Oscar alla miglior attrice, il Golden Globe per la migliore attrice non protagonista, il BAFTA, lo Screen Actors Guild Award, l'European Film Award e il Critics' Choice Movie Award.
Nel 2011 interpreta Mildred Pierce nell'omonima miniserie della HBO e riceve un Emmy Award, un Satellite Award e un Golden Globe per la miglior attrice in una mini-serie o film per la televisione. Lo stesso anno fa parte del cast di Contagion, di Steven Soderbergh, uscito il 9 settembre 2011, ed è testimonial dell'azienda cosmetica francese Lancôme. Inoltre è nel cast, insieme a Jodie Foster, John C. Reilly e Christoph Waltz, di Carnage di Roman Polański, film che le frutta una candidadura ai Golden Globe. Nello stesso anno riceve il Premio César alla carriera.
A giugno 2012 inizia le riprese, a fianco Josh Brolin, dell'adattamento di Jason Reitman del romanzo di Joyce Maynard, Labor Day, edito nel 2009, per cui riceve una nomination ai Golden Globe 2014 come miglior attrice in un film drammatico. Incide un audiolibro in cui legge il romanzo di Émile Zola Thérèse Raquin, pubblicato da Audible.com. Il 21 novembre 2012 l'attrice è stata insignita dalla regina Elisabetta II del titolo Commendatore dell'Ordine dell'Impero Britannico per il suo contributo all'arte.

### Dal 2013
Nel 2013 viene distribuito Comic Movie, una commedia a episodi. Kate gira il suo episodio nel 2009 ma il progetto ha una lunghissima gestazione ed esce nelle sale 4 anni dopo; il film viene stroncato da critica e pubblico. Nel 2014 è la protagonista, insieme a Matthias Schoenaerts, di Le regole del caos, diretta da Alan Rickman, che racconta la storia di due paesaggisti rivali, ai quali viene commissionata da Luigi XIV la costruzione di una fontana a Versailles.
Terminate le riprese partecipa a Divergent, di Neil Burger, trasposizione della quadrilogia futurista scritta da Veronica Roth in cui interpreta una degli antagonisti della protagonista, la fredda e spietata Jeanine Matthews. Il 17 marzo 2014 riceve la stella 2520 sulla Hollywood Walk of Fame di Los Angeles. Nel 2015 prende parte a The Divergent Series: Insurgent, diretto da Robert Schwentke.
Nel 2015 è nel cast della pellicola Steve Jobs, diretto da Danny Boyle, accanto a Michael Fassbender, Seth Rogen e Jeff Daniels. Le riprese del film si sono svolte a San Francisco nel gennaio dello stesso anno. Grazie a questa interpretazione vince il Golden Globe come miglior attrice non protagonista. Riceve inoltre la sua settima candidatura Oscar.
L'anno successivo è nel cast del film Codice 999, dove interpreta la moglie di un boss della mafia russa, nonché una donna spietata che incarica un gruppo di poliziotti corrotti di commettere delle rapine.. Sempre nel 2016 partecipa al film drammatico Collateral Beauty, accanto a Will Smith, nel ruolo di protagonista, e ad un cast che comprende Keira Knightley, Helen Mirren, Edward Norton e Naomie Harris
Nel 2017 è una delle protagoniste del Calendario Pirelli fotografata da Peter Lindbergh, accanto a lei molte altre attrici di Hollywood come Jessica Chastain e Rooney Mara. È protagonista, accanto all'attore inglese Idris Elba, del film Il domani tra di noi, presentato al Toronto Film Festival. La pellicola narra la storia di due estranei che, in seguito a un tragico incidente aereo, uniscono le loro forze per sopravvivere alle condizioni estreme di un massiccio montuoso innevato e lontano dalla civiltà. Nello stesso anno viene diretta da Woody Allen nella pellicola La ruota delle meraviglie, dove recita accanto a Jim Belushi, Juno Temple e Justin Timberlake e per cui ottiene ottime recensioni.
Nel 2021 recita nella miniserie televisiva di HBO Omicidio a Easttown, nei panni di una detective di polizia. Winslet apparve anche nel film Avatar - La via dell'acqua, sequel di Avatar e sempre diretto da James Cameron, che è uscito nel dicembre 2022.

## Vita privata
Kate Winslet ha avuto tre matrimoni e tre figli. Dopo essere stata legata all'attore Stephen Tredre, morto nel 1997 per un cancro alle ossa, il 22 novembre 1998 sposa Jim Threapleton, conosciuto sul set del film Ideus Kinky - Un treno per Marrakech, dove lui lavorava come assistente alla regia. Hanno avuto una figlia, Mia Honey, nata il 12 ottobre 2000. Nel dicembre 2001 viene ufficializzato il divorzio. 
Il 24 maggio 2003 sposa in seconde nozze il regista Sam Mendes, da cui ha il suo secondo figlio, Joe Alfie, nato il 22 dicembre 2003. La coppia annuncia il divorzio consensuale nel marzo 2010.
Nel 2011, dopo un periodo a New York, Kate torna in Inghilterra per iscrivere i figli ad una scuola inglese e per permettere loro di stare più vicino ai rispettivi padri, entrambi residenti a Londra.
Nel dicembre 2012 si sposa per la terza volta a New York con Edward Abel Smith, nipote del patron della Virgin Records Richard Branson, in una cerimonia privata. Ad accompagnarla all'altare è stato l'amico di lunga data Leonardo DiCaprio. La coppia vive dal settembre 2012 nel West Sussex, in Inghilterra. Il 7 dicembre 2013 dà alla luce un bambino di nome Bear.
Nell'agosto del 2011, l'attrice ha tratto in salvo la madre novantenne dell'imprenditore Richard Branson dall'incendio scatenatosi nella villa in cui erano ospiti lei e la sua famiglia.

## Attivismo
Kate Winslet è vegetariana.
Nel 2010 collabora con la PETA ricoprendo il ruolo di voce narrante di un documentario che denuncia le crudeltà che oche e anatre devono subire nel processo di produzione del foie gras. Supporta diverse iniziative umanitarie e di beneficenza, è la fondatrice e portavoce della associazione Golden Hat (che aiuta le persone con autismo) ed è sostenitrice dei diritti LGBT.
Il 25 settembre 2015 viene lanciata in tutto il mondo l'iniziativa The Global Goals in cui è tra le protagoniste insieme a tanti altri attivisti ed artisti come Malala Yousafzai, Anastacia, Stephen Hawking, Stevie Wonder, Bill Gates e Melinda Gates, la regina Rania di Giordania, Jennifer Lopez, Meryl Streep e molti altri. I leader mondiali si sono impegnati a rispettare 17 obiettivi globali da realizzare nei prossimi 15 anni, quattro dei più importanti: eliminare la povertà estrema, combattere la disuguaglianza, le ingiustizie e il cambiamento climatico.

## Filmografia

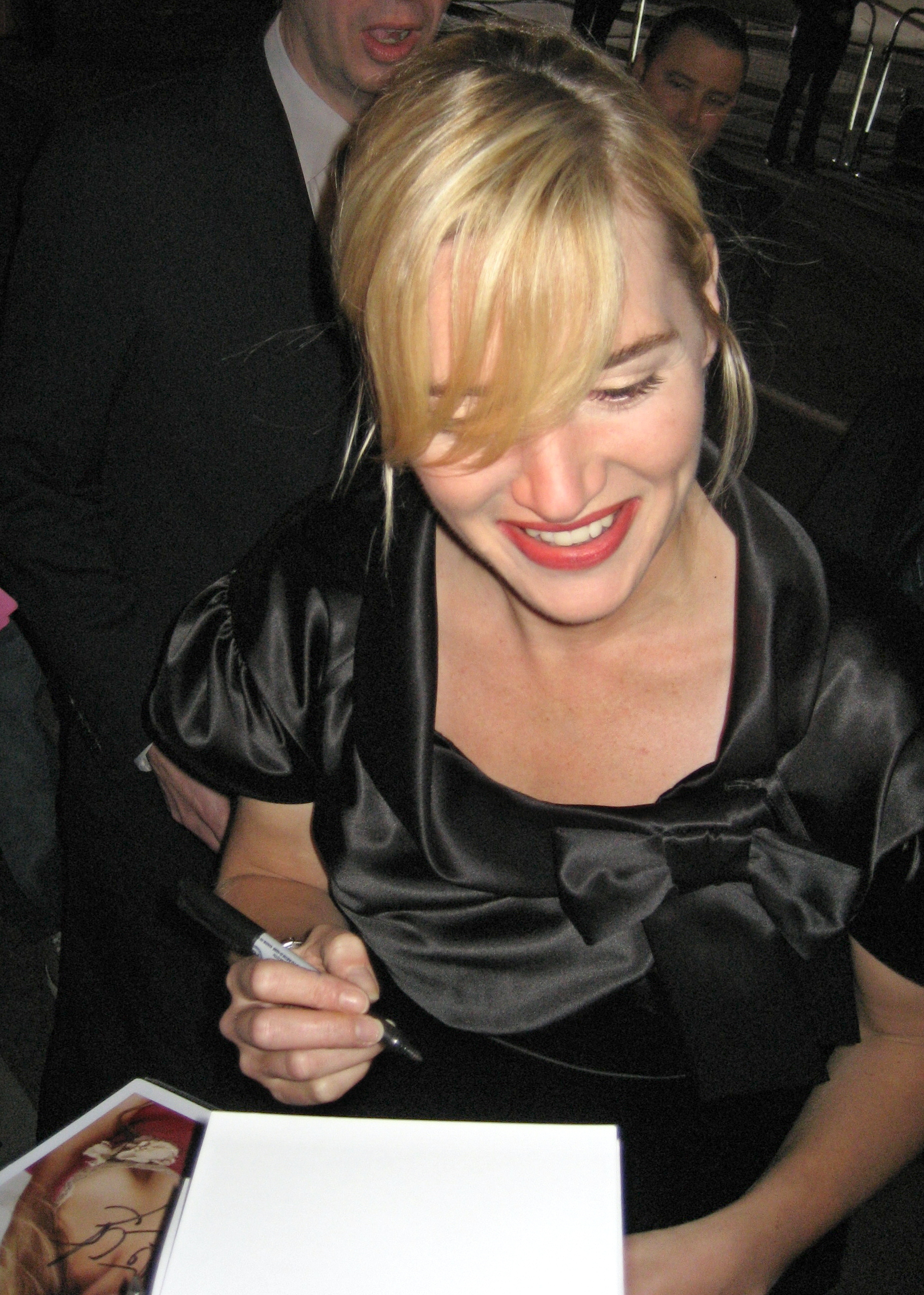
Kate Winslet nel 2006

### Attrice

#### Cinema
- Creature del cielo (Heavenly Creatures), regia di Peter Jackson (1994)
- Un ragazzo alla corte di re Artù (A Kid in King Arthur's Court), regia di Michael Gottlieb (1995)
- Ragione e sentimento (Sense and Sensibility), regia di Ang Lee (1995)
- Jude, regia di Michael Winterbottom (1996)
- Hamlet, regia di Kenneth Branagh (1996)
- Titanic, regia di James Cameron (1997)
- Ideus Kinky - Un treno per Marrakech (Hideous Kinky), regia di Gillies MacKinnon (1998)
- Holy Smoke - Fuoco sacro (Holy Smoke), regia di Jane Campion (1999)
- Quills - La penna dello scandalo (Quills), regia di Philip Kaufman (2000)
- Enigma, regia di Michael Apted (2001)
- Iris - Un amore vero (Iris), regia di Richard Eyre (2001)
- The Life of David Gale, regia di Alan Parker (2003)
- Se mi lasci ti cancello (Eternal Sunshine of the Spotless Mind), regia di Michel Gondry (2004)
- Neverland - Un sogno per la vita (Finding Neverland), regia di Marc Forster (2004)
- Romance & Cigarettes, regia di John Turturro (2005)
- Tutti gli uomini del re (All King's Men), regia di Steven Zaillian (2006)
- Little Children, regia di Todd Field (2006)
- L'amore non va in vacanza (The Holiday), regia di Nancy Meyers (2006)
- The Reader - A voce alta (The Reader), regia di Stephen Daldry (2008)
- Revolutionary Road, regia di Sam Mendes (2008)
- Carnage, regia di Roman Polański (2011)
- Contagion, regia di Steven Soderbergh (2011)
- Comic Movie (Movie 43), registi vari (2013)
- Un giorno come tanti (Labor Day), regia di Jason Reitman (2013)
- Divergent, regia di Neil Burger (2014)
- Le regole del caos (A Little Chaos), regia di Alan Rickman (2014)
- The Divergent Series: Insurgent, regia di Robert Schwentke (2015)
- Steve Jobs, regia di Danny Boyle (2015)
- The Dressmaker - Il diavolo è tornato (The Dressmaker), regia di Jocelyn Moorhouse (2015)
- Codice 999 (Triple 9), regia di John Hillcoat (2016)
- Collateral Beauty, regia di David Frankel (2016)
- Il domani tra di noi (The Mountain Between Us), regia di Hany Abu-Assad (2017)
- La ruota delle meraviglie - Wonder Wheel (Wonder Wheel), regia di Woody Allen (2017)
- Blackbird - L'ultimo abbraccio (Blackbird), regia di Roger Michell (2019)
- Ammonite - Sopra un'onda del mare (Ammonite), regia di Francis Lee (2020)
- Avatar - La via dell'acqua (Avatar: The Way of Water), regia di James Cameron (2022)
- Lee Miller (Lee), regia di Ellen Kuras (2023)
- Avatar - Fuoco e cenere (Avatar: Fire and Ash), regia di James Cameron (2025)

#### Televisione
- Shrinks – serie TV (1991)
- Dark Season – serie TV, 6 episodi (1991)
- Anglo Saxon Attitudes – miniserie TV (1992)
- Get Back – serie TV, 3 episodi (1992)
- Casualty – serie TV, 1 episodio (1993)
- Nel regno delle fate – film TV (1999) - voce
- Extras – serie TV, 1 episodio (2005)
- Mildred Pierce, regia di Todd Haynes – miniserie TV (2011)
- Omicidio a Easttown (Mare of Easttown), regia di Craig Zobel – miniserie TV (2021)
- The Regime - Il palazzo del potere (The Regime), regia di Stephen Frears e Jessica Hobbs – miniserie TV (2024)

### Doppiatrice
- Nel regno delle fate (1999)
- Canto di Natale - Il film (2001)
- Due cuccioli nella savana (2004)
- Giù per il tubo (2006)
- La volpe e la bambina (2007)
- Mary e il fiore della strega (2017)
- Black Beauty - Autobiografia di un cavallo (Black Beauty), regia di Ashley Avis (2020)

## Teatro
- I monologhi della vagina
- Adrian Mole nel ruolo di Pandora
- Peter Pan nel ruolo di Wendy
- A fame of soldier nel ruolo di Sarah
- What the butler saw nel ruolo di Geraldine Barclay
- Annie nel ruolo di Miss Hannigan

## Discografia
Singoli
- 2001 – What If
- 2005 – I Need a Nap (con "Weird Al" Yankovic)

## Audiolibri
- Ragione e sentimento di Jane Austen (1995)
- The Face in the Lake (2000)
- The Magic Faraway di Enid Blyton (2004)
- The Enchanted Wood di Enid Blyton (2004)
- Folk of the Faraway di Enid Blyton (2004)
- Thérèse Raquin di Émile Zola (2012)
- Tu sei un uomo cattivo, Mr. Gum! di Andy Stanton (2012)
- Mr. Gum e il Billionaire Biscuit di Andy Stanton (2012)
- Mr. Gum e i Goblin di Andy Stanton (2012)
- Mr Gum e i cristalli di potenza di Andy Stanton (2012)
- Matilde di Roald Dahl (2013)

## Primati
È stata candidata per due volte agli Oscar con il ruolo di un personaggio giovane in un film in cui anche chi ha interpretato il suo stesso personaggio in una versione più anziana ha ricevuto la candidatura; si tratta, ad oggi, degli unici due casi in cui si è verificata tale circostanza. Ha infatti impersonato il personaggio della giovane Rose, interpretata da anziana da Gloria Stuart, in Titanic, e la versione giovanile di Iris Murdoch in Iris - Un amore vero, in cui la protagonista da anziana è stata interpretata da Judi Dench, e sia la Stuart che la Dench sono state candidate all'Oscar insieme alla Winslet per le stesse pellicole.
Detiene anche il record di attrice più giovane ad aver conquistato 10 nomination ai Golden Globe e 5 e poi 6 nomination agli Oscar, battendo il record precedentemente detenuto da Bette Davis.
Ai Golden Globe 2009 diventa la quarta attrice, dopo Sigourney Weaver, Joan Plowright e Helen Mirren, ad aggiudicarsi due statuette nella stessa edizione.
Nel 2011 è protagonista di due film e una miniserie televisiva, tre produzioni presentate alla Mostra Internazionale d'Arte Cinematografica.

## Riconoscimenti
Nel corso della sua carriera Kate Winslet ha ricevuto diversi premi e nomination tra cui 7 candidature agli Oscar di cui uno vinto nel 2009 per la sua interpretazione in The Reader, 14 ai Golden Globe, 11 ai BAFTA, 4 agli Emmy, 13 agli Screen Actors Guild Awards.

## Doppiatrici italiane
Nelle versioni in italiano delle opere in cui ha recitato, Kate Winslet è stata doppiata da:
- Chiara Colizzi in Titanic, Quills - La penna dello scandalo, The Life of David Gale, Se mi lasci ti cancello, Romance & Cigarettes, Extras, Tutti gli uomini del re, Little Children, The Reader - A voce alta, Revolutionary Road, Carnage, Contagion, Mildred Pierce, Comic Movie, Un giorno come tanti, Divergent, Le regole del caos, Bear Grylls: Celebrity Edition, The Divergent Series: Insurgent, Steve Jobs, The Dressmaker - Il diavolo è tornato, Codice 999, Collateral Beauty, Il domani tra di noi, La ruota delle meraviglie - Wonder Wheel, Blackbird - L'ultimo abbraccio, Ammonite - Sopra un'onda del mare, Omicidio a Easttown, Avatar - La via dell'acqua, Lee Miller, The Regime - Il palazzo del potere
- Antonella Baldini in Creature del cielo, Un ragazzo alla corte di Re Artù
- Alessandra Korompay in Jude, Ideus Kinky - Un treno per Marrakech
- Giuppy Izzo in Holy Smoke - Fuoco sacro, L'amore non va in vacanza
- Tiziana Avarista in Ragione e sentimento
- Ilaria Stagni in Hamlet
- Roberta Pellini in Enigma
- Roberta Paladini in Iris - Un amore vero
- Francesca Fiorentini in Neverland - Un sogno per la vita

Come doppiatrice, viene sostituita da:
- Chiara Colizzi ne I Griffin, I Simpson
- Monica Ward in Nel regno delle fate
- Alessandra Korompay in Canto di Natale - Il film
- Giuppy Izzo in Due cuccioli nella savana
- Laura Latini in Giù per il tubo
- Ambra Angiolini ne La volpe e la bambina
- Cristiana Rossi in Deep Sea: Il mondo sommerso
- Nicoletta Romanoff in Black Beauty - Autobiografia di un cavallo